# Hudson (Colorado)
Hudson é uma cidade  localizada no estado americano de Colorado, no Condado de Weld.

## Demografia
Segundo o censo americano de 2000, a sua população era de 1565 habitantes.
Em 2006, foi estimada uma população de 1582, um aumento de 17 (1.1%).

## Geografia
De acordo com o United States Census Bureau tem uma área de
6,1 km², dos quais 6,0 km² cobertos por terra e 0,1 km² cobertos por água. Hudson localiza-se a aproximadamente 1531 m acima do nível do mar.

## Localidades na vizinhança
O diagrama seguinte representa as localidades num raio de 24 km ao redor de Hudson.